# Kayla Whitelock
Kayla Marie Whitelock, geboren Sharland (Palmerston North, 30 oktober 1985), is een Nieuw-Zeelands hockeyster en voormalig aanvoerder van het nationale hockeyteam (the Black Sticks Women).
Ze heeft meegedaan aan de Olympische Spelen van 2004, 2008, 2012 en 2016. Daarnaast deed ze drie keer mee aan de Commonwealth Games (2006, 2010 en 2014) en tweemaal aan het WK-hockey (2010 en 2014). Ze kreeg een plek in het FIH's All-Star Team in 2010 en was Nieuw-Zeelands hockeyspeler van het jaar in 2012.

## Internationale competitie
- 2003–2013: Champions Challenge, Catania
- 2004–2013: Olympische kwalificatie, Auckland
- 2004–2013: Olympische Spelen, Athene
- 2004–2013: Champions Trophy, Rosario
- 2005–2013: Champions Challenge, Virginia Beach
- 2006–2013: Commonwealth Games, Melbourne
- 2006–2013: WK kwalificatie, Rome
- 2008–2013: Olympische Spelen, Beijing

## Ere lijst
- Champions Challenge 2005 te Virginia Beach (Verenigde Staten)
- Champions Challenge 2009 te Cape Town (Zuid-Afrika)
- Commonwealth Games 2010 te Delhi (India)
- Champions Trophy vrouwen 2011 te Amstelveen (Nederland)
- Commonwealth Games 2014 te Glasgow (Scotland)